# Joakim Noah
Joakim Simon Noah (* 25. Februar 1985 in New York City, New York) ist ein ehemaliger Basketballspieler, der die US-amerikanische, französische und schwedische Staatsbürgerschaft besitzt. Er bestritt 734 Spiele in der National Basketball Association (NBA) und 22 Länderspiele für die französische Nationalmannschaft.
Noah war in seiner NBA-Karriere bisher unter anderem zweimal All-Star und wurde 2014 zum Defensive Player of the Year gewählt.

## Karriere
Noah zog mit seiner Familie im Alter von drei Jahren von New York nach Frankreich, wo er zehn Jahre lebte. Im Alter von 13 Jahren kehrte er nach New York zurück. Als Jugendlicher gehörte er der Basketballmannschaft der Poly Prep Country Day School in Brooklyn, später der Lawrenceville School in New Jersey an.
Er spielte und studierte an der University of Florida, mit der er 2006 und 2007 unter der Leitung von Trainer Billy Donovan den Meistertitel in der NCAA Division I gewann. 2006 wurde Noah als „Most Outstanding Player“ des Final Four ausgezeichnet. Die beiden Meisterschaftstitel errang er an der Seite von Al Horford, Corey Brewer, Taurean Green und Lee Humphrey.

### Chicago Bulls
Noah meldete sich zur NBA Draft 2007 und wurde an neunter Position von den Chicago Bulls ausgewählt, für die er daraufhin jahrelang mit der Nummer 13 spielte. In seinen ersten beiden Jahren griff Noah oft von der Bank ins Spiel kommend ins Geschehen ein. Im dritten Jahr gelang ihm der Durchbruch, als er in 54 seiner 64 Einsätze der Anfangsaufstellung angehörte und durchschnittlich 10,7 Punkte und 11,0 Rebounds pro Spiel auflegte. Noah zeichneten neben seiner guten Reboundarbeit auch seine Verteidigung, seine Stärken im Passspiel sowie seine Arbeitseinstellung aus. 2011 wurde er ins zweite NBA All-Defensive Team berufen. 2013 folgte seine erste NBA All-Star-Nominierung. Ebenso wurde er am Ende der Saison in das NBA All-Defensive First Team gewählt. 2014 wurde Noah zum Defensive Player of the Year der NBA gewählt; gleichzeitig gelang ihm mit im Schnitt 12,6 Punkten, 11,3 Rebounds und 5,4 Assists pro Spiel seine beste Saison, wofür er erstmals in das All-NBA First Team und erneut in das NBA All-Defensive First Team gewählt wurde. Im Jahre 2015 gewann Noah den J. Walter Kennedy Citizenship Award für gesellschaftliches Engagement.
In der Saison 2015/16 sank Noahs Einsatzzeit unter dem neuen Trainer Fred Hoiberg von durchschnittlich fast 31 Minuten in der Vorsaison auf rund 22 Minuten. Nach einer schweren Schulterverletzung fiel Noah für den Rest der Saison aus. Bis dahin absolvierte er nur 29 Spiele, in denen er im Schnitt auf 4,3 Punkte und 8,8 Rebounds kam. Die Zeit nach seinem Abschied aus Chicago war von Verletzungen geprägt.

### New York Knicks
Am 8. Juli 2016 unterschrieb Noah einen Vierjahresvertrag bei den New York Knicks. In seiner ersten Saison für die Knicks bestritt er auf Grund einer Verletzung nur 46 Spiele. Nach einem auf LGD-4033 positiven Dopingtest wurde Noah 2017 für 20 Spiele gesperrt, was ihn die ersten zwölf Spiele seiner zweiten Saison kostete. Die Knicks trennten sich von Noah im Februar 2018 nach einem hitzigen Streit mit dem damaligen Coach Jeff Hornacek.
Unmittelbar vor Beginn seiner dritten Saison verzichteten die Knicks auf Noahs Dienste mit Hilfe der sogenannten Stretch Provision, die es der Mannschaft erlaubte, seinen Lohn der letzten vertraglich gesicherten Saison ab 2019 drei Jahre lang gegen die Gehaltskappung aufzurechnen und somit Mittel für Neuverpflichtungen freizumachen.
Nach der Freigabe durch die Knicks wurde Noah zunächst Restricted Free Agent.

### Memphis Grizzlies
Am 4. Dezember 2018 unterschrieb Noah einen Vertrag mit den Memphis Grizzlies bis zum Ende der Saison. In 42 Spielen für Memphis stand er im Schnitt 16,5 Minuten auf dem Feld und erzielte mit 7,1 Punkten je Begegnung seinen höchsten Wert seit der Saison 2014/15.

### Los Angeles Clippers
Am 9. März 2020 unterschrieb Noah einen Zehntagesvertrag bei den Los Angeles Clippers. Anfang Dezember 2020 wurde Noah von den Clippers entlassen. Im Frühling 2021 gab er das Ende seiner Laufbahn bekannt. Um ihm die Möglichkeit zu verschaffen, seine Profizeit bei der Mannschaft zu beenden, für die er am längsten gespielt hatte, statteten die Chicago Bulls Noah Ende Oktober 2021 mit einem Eintagesvertrag aus.

## Nationalmannschaft
Mit der französischen Nationalmannschaft gewann Noah bei der Basketball-Europameisterschaft 2011 in Litauen die Silbermedaille. Die Endspielniederlage bei der EM 2011 war gleichzeitig sein letzter Länderspieleinsatz.

## Sonstiges
Noah ist der älteste Sohn des früheren französischen Tennisspielers Yannick Noah. Seine Mutter Cécilia Rodhe war Miss Schweden 1978, sein Großvater Zacharie Noah war Fußballspieler und gewann 1960/61 mit dem CS Sedan-Torcy den Französischen Pokal.
Im September 2019 verlobte sich Noah mit dem Fotomodel Lais Ribeiro.
Im Juli 2022 fand an einem Strand in Brasilien die Hochzeit statt.

## Auszeichnungen
- 1× NBA Defensive Player of the Year Award: 2014
- 1× All-NBA First Team: 2014
- 2× NBA All-Star: 2013, 2014
- 2× NBA All-Defensive First Team: 2013, 2014
- 1× NBA All-Defensive Second Team: 2011
- 1× J. Walter Kennedy Citizenship Award: 2015